# V416 Близнецов
V416 Близнецов (лат. V416 Geminorum) — двойная затменная переменная звезда типа W Большой Медведицы (EW) в созвездии Близнецов на расстоянии приблизительно 812 световых лет (около 249 парсек) от Солнца. Видимая звёздная величина звезды — от +13,2m до +12,7m. Орбитальный период — около 0,2563 суток (6,15 часа).

## Характеристики
Первый компонент — жёлтый карлик спектрального класса G. Масса — около 0,35 солнечной, радиус — около 0,72 солнечного, светимость — около 0,4 солнечной. Эффективная температура — около 5420 К.
Второй компонент — жёлтый карлик спектрального класса G. Масса — около 0,05 солнечной, радиус — около 0,32 солнечного, светимость — около 0,08 солнечной. Эффективная температура — около 5420 К.